# Artabanos II.

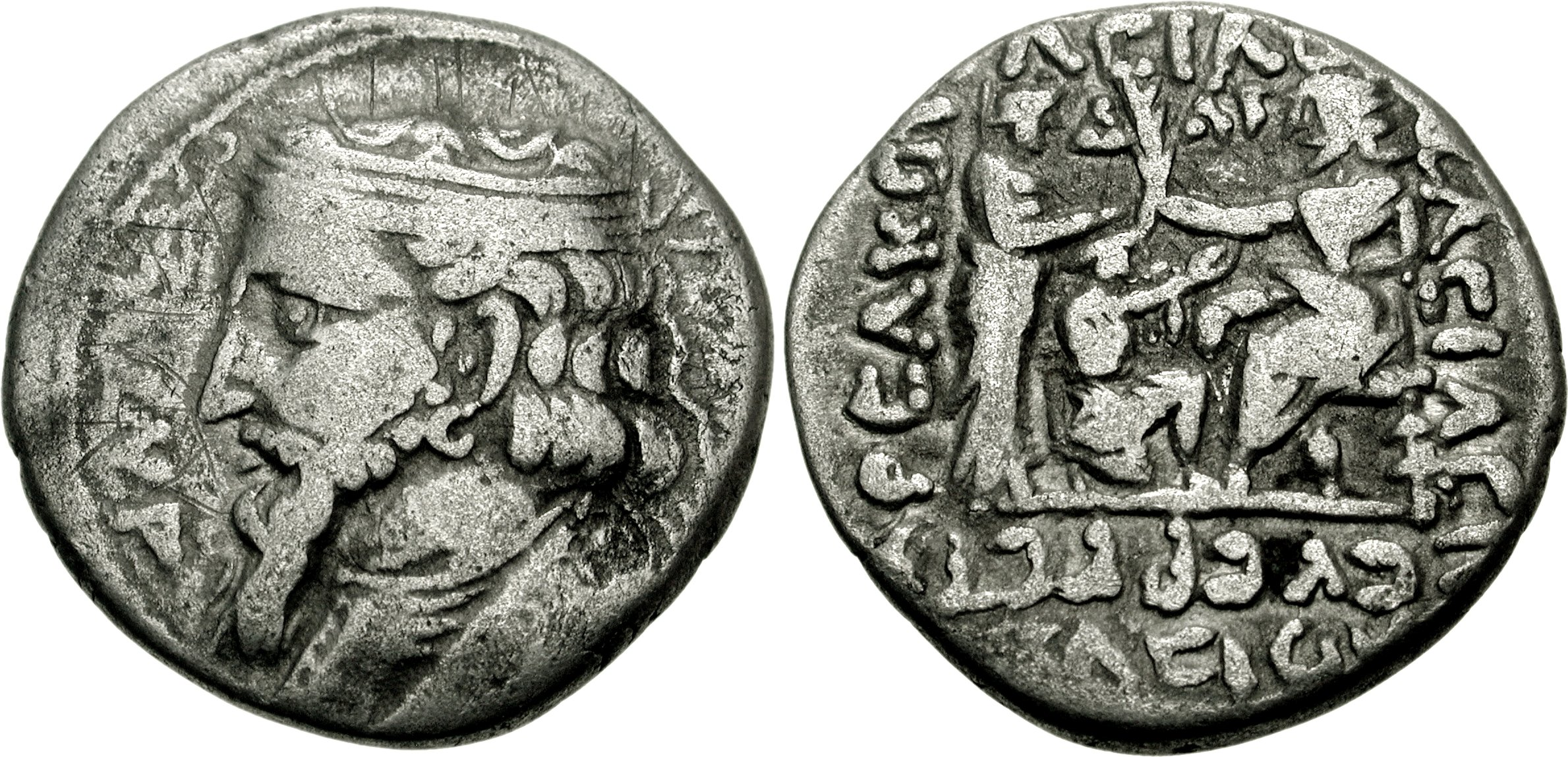
In Seleukia am Trigris geprägte Münze

Artabanos II. (in der älteren Forschung oft auch Artabanos III.) war ein parthischer König, der von etwa 10 bis 38 n. Chr. regierte. Er konnte den König Vonones I. entthronen und so die Macht im Partherreich übernehmen. Während des Großteils der Regierungszeit des römischen Kaisers Tiberius unterhielt er mit dem Römischen Reich friedliche Beziehungen. Als er 35 n. Chr. Armenien in seinen Besitz bringen wollte, trat ihm Tiberius entschlossen entgegen und entsandte Tiridates III. als Prätendenten auf den parthischen Thron. Zwar konnte Tiridates III. kurzzeitig seine Anerkennung als König im Großteil des Partherreichs durchsetzen, musste aber bald dem zwischenzeitlich geflohenen Artabanos II. weichen. Dieser riss erneut die Herrschaft an sich, söhnte sich mit den Römern aus und schloss 37 n. Chr. mit dem syrischen Statthalter Lucius Vitellius einen Freundschaftsvertrag. Kurz danach starb er.

## Leben

### Abstammung; Machtkampf mit Vonones I.; friedliche Beziehungen mit Rom
Nach Tacitus war Artabanos II. nur mütterlicherseits ein Abkömmling der Arsakiden und wuchs bei den Dahern auf. Seine genaueren Familienverhältnisse sind unbekannt. Es gibt keine Anzeichen, dass er mit seinen direkten Vorgängern verwandt war, sondern er entstammte offenbar einer Nebenlinie des Königshauses.
Sein Vorgänger Vonones I. hatte sich bei nationalpersisch gesinnten parthischen Adligen wegen seiner „römischen“ Lebensweise und weil er vom römischen Kaiser Augustus unterstützt wurde, unbeliebt gemacht. Ihm wurde vorgeworfen, dass er den einheimischen Sitten verlustig gegangen sei. Die ihm abgeneigten Teile der Parther riefen daraufhin um 10/11 n. Chr. Artabanos II. als neuen Herrscher herbei. Dieser zog gegen Vonones, wurde aber geschlagen und floh in die Berge Mediens. Er sammelte eine stärkere Armee und konnte nun Vonones I. entscheidend besiegen. Vonones I. floh nach Seleukeia am Tigris und musste sich schließlich aus dem Partherreich nach Armenien zurückziehen. Artabanus II. wurde wohl 12 n. Chr. in Ktesiphon zum parthischen Großkönig gekrönt. In Seleukeia aufgefundene Tetradrachmen waren dort in den Jahren von 10 bis 12 n. Chr. gleichzeitig von beiden Herrschern geprägt worden, was darauf hindeutet, dass sich Artabanos II. erst nach einiger Zeit endgültig gegen seinen Rivalen durchsetzen konnte.
In Armenien bestieg Vonones I. den dort um diese Zeit nach langen Wirren freigewordenen Thron. Aber auch hier wollte Artabanos II. ihn nicht als König dulden, knüpfte mit dem armenischen Adel Verbindungen an und nahm eine drohende Haltung gegenüber einer eventuellen römischen Intervention ein. Inzwischen hatte nach Augustus’ Tod Tiberius dessen Nachfolge als römischer Kaiser angetreten und wies ein um 15 n. Chr. gestelltes Hilfsansuchen des Vonones I. ab, da er wegen ihm nicht Krieg gegen die Parther führen wollte. In der Folge musste Vonones I. auf römisches Reichsgebiet fliehen und wurde in Syrien vom dortigen Statthalter Quintus Caecilius Metellus Creticus Silanus interniert. Laut dem jüdischen Historiker Flavius Josephus habe nun Artabanos II. seinen Sohn Orodes auf den Thron Armeniens erhoben, doch handelt es sich hierbei vielleicht um eine Verwechslung mit Ereignissen des Jahres 35 n. Chr.
Tiberius sandte seinen Neffen Germanicus 18 n. Chr. mit einer großen Streitmacht in den Osten, um die dortigen Verhältnisse im Sinne Roms zu regeln. Germanicus installierte Zenon, Sohn des pontischen Königs Polemon I., unter dem Namen Artaxias III. als armenischen König. Artabanos II. schickte eine Gesandtschaft zu Germanicus und ließ durch diese um die Erneuerung des römisch-parthischen Freundschaftsverhältnisses ersuchen, das 20 v. Chr. von Augustus und Phraates IV. vereinbart worden war. Germanicus stimmte zu, anerkannte damit Artabanos II. als Partherkönig und bewilligte auch dessen Bitte, Vonones I. aus Syrien zu entfernen und seinen Verkehr mit parthischen Adligen zu unterbinden. So wurde Vonones I. nach Kilikien geschickt, wo er kurz danach bei einem Fluchtversuch ums Leben kam,

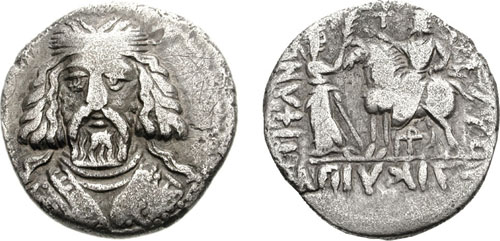
In Seleukia am Tigris geprägte Münze; sie ist in das Jahr 27 n. Chr. datiert

In den nächsten 15 Jahren bestanden zwischen dem Partherreich und dem Römischen Reich friedliche Beziehungen. Während dieser Zeit vermochte Artabanos II. seine Macht im Partherreich zu festigen. Verschiedene Provinzen, die vorher von lokalen einheimischen Dynastien regiert wurden, wie Media Atropatene, Charakene, Persis und die Elymais, wurden Söhnen des Herrschers übergeben. Offenbar blieb es fortan knapp 200 Jahre lang üblich, Verwandte des Großkönigs als Unterkönige einzusetzen. Im Osten des Reiches scheinen allerdings Provinzen mit der Entstehung des von Gondophares regierten Indo-parthischen Königreiches verloren gegangen zu sein. Tacitus deutet zahlreiche und erfolgreiche Kriege des Artabanos II. gegen Nachbarvölker an, von denen jedoch kaum etwas bekannt ist.

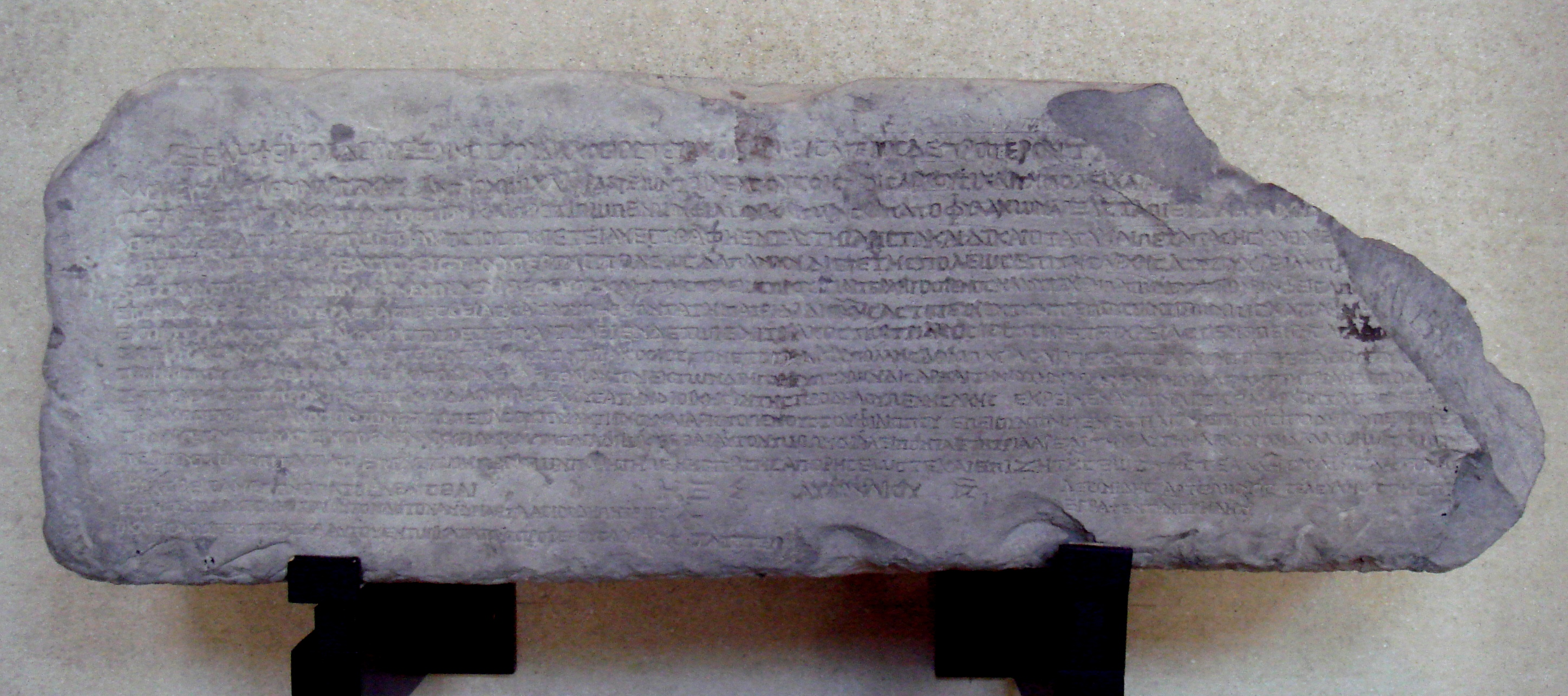
Kopie auf Marmor eines Briefes des Artabanos II. aus Susa

Von Artabanos II. stammt die Abschrift eines 21 n. Chr. verfassten Briefes, die sich in Susa auf einer Steintafel fand und an die dortige griechische Stadtverwaltung (an die Archonten Antiochos und Phraates) gerichtet war. Darauf wird eine strittige Wahl der städtischen Verwaltung vom Herrscher bestätigt.

### Konfrontation mit Rom
Die friedlichen Beziehungen zwischen Rom und dem Partherreich gingen 35 n. Chr. zu Ende, als Artabanos II. seinen ältesten Sohn Arsakes nach dem Tod des erbenlosen Artaxias III. zum König Armeniens erhob. Laut Tacitus habe er in Nachfolge der Achämeniden die früher im Besitz dieser Dynastie befindlichen Länder gefordert und in diesem Zusammenhang Kaiser Tiberius mit dem Einfall in die einst von Kyros und Alexander beherrschten Gebiete gedroht. Der antike Geschichtsschreiber Cassius Dio überliefert hingegen, dass Artabanos II. Anspruch auf Kappadokien erhoben habe. Fermer forderte der Partherkönig von Tiberius die Rückgabe jener Schätze, die Vonones I. auf seiner Flucht mitgenommen hatte.
Damals stand nicht der gesamte parthische Adel auf der Seite des Königs. Oppositionelle Adlige empfanden wohl die Macht ihres Herrschers als zu groß. An ihrer Spitze standen Sinnakes und Abdos, die Tiberius ersuchten, den in Rom lebenden Phraates, Sohn des um 2 v. Chr. verstorbenen Partherkönigs Phraates IV., zu schicken. Phraates sollte als Thronprätendent gegen Artabanos II. auftreten. Diese Anfrage kam Tiberius sehr gelegen. Phraates verstarb jedoch bereits auf dem Weg ins Partherreich in Syrien. Tiberius entsandte dann mit Tiridates III. einen weiteren arsakidischen Kandidaten. Der syrische Legat Lucius Vitellius wurde beauftragt, Tiridates III. durch diplomatische und militärische Aktionen den parthischen Thron zu verschaffen. Seine inneren Feinde konnte Artabanos II. inzwischen dadurch ausschalten, dass er Abdos vergiftete und Sinnakes durch Geschenke und Aufträge hinhielt.
Parallel zur Entsendung des Tiridates III. hatte Tiberius Mithridates, Bruder des iberischen Königs Pharasmanes I., dazu ausersehen, den armenischen Thron an sich zu reißen. Arsakes wurde auf Betreiben des Pharasmanes ermordet und Mithridates konnte die armenische Hauptstadt Artaxata erobern. Artabanos II. sandte nun seinen Sohn Orodes mit einer Armee gegen Armenien. Daraufhin öffnete Pharasmanes die kaspischen Tore und ließ angeworbene Albaner und Sarmaten in Armenien einrücken. In einer Schlacht erlitt Orodes gegen die Iberer, Albaner und Sarmaten nach heftigem Kampf eine Niederlage. Als Artabanos II. selbst mit einer starken Streitmacht Armenien wiederzugewinnen versuchte, drohte Vitellius mit seinen Legionen in Mesopotamien einzumarschieren. Auch unterstützte er die Opposition im Partherreich gegen Artabanos II., der nun seinen Anspruch auf Armenien aufgeben musste. Es kam zum sukzessiven Abfall der parthischen Aristokratie von ihrem König. Artabanos II. zog sich laut Tacitus in den Osten seines Reichs nach Hyrkanien zurück, wo er noch Verbindungen besaß; laut Josephus habe er in den oberen Satrapien Zuflucht gesucht. Vor seiner Flucht hatte er seinen Schatz und seinen Harem in einer Festung untergebracht.
Tiridates III. wurde von den griechischen Städten in Parthien willkommen geheißen und in Seleukeia am Tigris zum König gekrönt, doch konnte er sich nicht lange auf dem Thron halten. Bevor er jene Festung erobern konnte, in der Artabanos II. seine Schätze gelagert hatte, waren zahlreiche parthische Große mit seiner Herrschaft unzufrieden und auf die neu etablierte große Machtstellung des Adligen Abdagases eifersüchtig. Ihnen erschien Tiridates III. auch verweichlicht und unkriegerisch. Hiero, Phraates und andere missvergnügte Adlige suchten Artabanos II. in Hyrkanien auf, wo dieser nur von den Erträgen seiner Jagd lebte, und forderten ihn zur Rückkehr auf. Durch eine kluge Handlungsweise gewann Artabanos II. zahlreiche Schwankende für sich und sammelte ein Heer, das laut Tacitus und Cassius Dio aus Skythen, laut Josephus aus Dahern und Saken bestand. Mit dieser Streitmacht begann er von Osten her die Rückeroberung seines Reichs und drang kampflos bis Seleukeia vor. Tiridates III. zog sich zuerst nach Mesopotamien, dann auf römisches Gebiet nach Syrien zurück. Damit konnte Artabanos II. wieder die Herrschaft über das Partherreich übernehmen.

### Letzte Regierungsjahre
Als Artabanos II. seine Macht erneut fest etabliert hatte, kam es zwischen ihm und dem Römischen Reich wieder zu einer Annäherung. Laut Josephus war es noch Kaiser Tiberius, der gegen Ende seines Lebens den syrischen Statthalter Lucius Vitellius beauftragte, einen Freundschaftsvertrag mit dem Partherkönig zu schließen. Laut dem römischen Kaiserbiographen Sueton und dem antiken Historiker Cassius Dio sei der Abschluss dieses Vertrags hingegen erst nach dem Tod des Tiberius (16. März 37 n. Chr.) und dem Regierungsantritt Kaiser Caligulas erfolgt.
Gemäß der Darstellung des Josephus war eine der Bedingungen der römischen Seite für das Zustandekommen des Kontrakts, dass Artabanos II. einen seiner Söhne als Geisel auslieferte. Der Partherkönig traf Vitellius auf einer Brücke am Euphrat. Auch der jüdische Tetrarch Herodes Antipas war bei dieser Begegnung anwesend, errichtete auf der Brücke ein Zelt und bewirtete beide Parteien reichlich. Nach dem Abschluss der Verhandlungen sandte Artabanos II. seinen Sohn Dareios ins Römische Reich, ließ dem Kaiser prächtige Geschenke zukommen und begab sich nach Babylon. Von den römischen Autoren wird über das Treffen von Artabanos II. und Vitellius berichtet, dass der Partherkönig den römischen Feldzeichen und kaiserlichen Bildnissen seine Verehrung bezeugt habe; auch sei der Vertrag laut Cassius Dio sehr günstig für die römische Seite ausgefallen.
Details des Abkommens sind nicht bekannt. Wahrscheinlich wurde der vor dem Ausbruch des römisch-parthischen Konflikts bestehende Status quo wiederhergestellt, sodass die Römer Artabanos II. als legitimen Partherherrscher sowie die bisherigen Grenzen seines Reichs anerkannten und Artabanos II. sich im Gegenzug zur Nichteinmischung in Armenien verpflichtete. Trotz des Ausgleichs mit den Römern gab es im Partherreich weitere Konflikte. So befand sich die größte Stadt des Reichs, Seleukeia am Tigris, von 36–42 n. Chr. im Aufstand.
Laut Josephus habe Artabanos II. – offenbar nach der Vertreibung des Tiridates III. – aus Angst vor einem Abfall der Satrapen nochmals aus seinem Reich fliehen müssen. Er habe beim parthischen Klientelkönig Izates II., Herrscher der Adiabene, Zuflucht gefunden. Kinnamos, ein Pflegesohn des Artabanos II., sei nun parthischer König geworden. Izates II. habe aber eine Aussöhnung zwischen Artabanos II. und der Gegenpartei zustande gebracht und Kinnamos der Herrschaft entsagt, woraufhin Artabanos II. seine königliche Stellung zurückgewann. Da Kinnamos nicht auf Münzen nachweisbar ist und nur Josephus über ihn berichtet, ist die Glaubwürdigkeit dieses Ereignisses fraglich. Artabanos II. starb jedenfalls nicht lange nach dem Abschluss des Vertrags mit Vitellius um 38 n. Chr.

## Antike Quellen
- Tacitus, Annalen 2,3; 2,58; 4,31.
- Flavius Josephus, Jüdische Altertümer 18.